# ديفيد تومسون (كاتب مسرحي)
ديفيد تومسون (بالإنجليزية: David Thompson)‏ هو كاتب مسرحي أمريكي، ولد في 1956.

## وصلات خارجية
- دايفيد تومسون على موقع قاعدة بيانات برودواي على الإنترنت (الإنجليزية)